# UFC Fight Night: Henderson vs. Khabilov
UFC Fight Night: Henderson vs. Khabilov (también conocido como UFC Fight Night 42) fue un evento de artes marciales mixtas celebrado por Ultimate Fighting Championship el 7 de junio de 2014 en el Tingley Coliseum en Albuquerque, Nuevo México.

## Historia
El evento fue el primero que la organización ha celebrado en Nuevo México. Zuffa ya organizó un evento con la promoción World Extreme Cagefighting (WEC 32) en las cercanías de Río Rancho en 2008.
El evento estelar estuvo encabezado por una pelea de peso ligero entre Benson Henderson y Rustam Khabilov.
Jon Tuck estaba programado brevemente para enfrentarse a Yosdenis Cedeño. Sin embargo, Cedeño se retiró de la pelea citando una lesión y fue reemplazado por el recién llegado a la promoción Jake Lindsey.
Se esperaba que Patrick Cummins se enfrentara a Francimar Barroso en este evento. Sin embargo, Barroso se vio obligado a retirarse debido a una lesión y fue reemplazado por el recién llegado Roger Narváez.

## Premios extra
Cada peleador recibió un bono de $50,000.
- Pelea de la Noche: Scott Jorgensen vs. Danny Martínez
- Actuación de la Noche: Benson Henderson y Piotr Hallmann